# Plagioecia dorsalis
Plagioecia dorsalis is een mosdiertjessoort uit de familie van de Plagioeciidae. De wetenschappelijke naam van de soort is voor het eerst geldig gepubliceerd in 1879 door Waters.